# Bidevindseglare
Bidevindseglare (Velella velella) är ett marint nässeldjur som hör till klassen hydrozoer. Precis som blåsmaneten, vilken också hör till klassen hydrozoer, flyter bidevindseglare på havsytan och har långa tentakler som släpar efter den i vattnet med vilka den fångar föda, främst plankton. Bidevindseglare är dock till skillnad från blåsmaneten ofarlig för människan.

## Kännetecken
Bidevindseglare har en flytkropp som fungerar ungefär som en flotte, den är till formen rund och platt, omkring 10 centimeter i diameter, och försedd med ett uppstående segel som gör att bidevindseglaren kan utnyttja vinden för att förflytta sig. Seglet är halvmåneformigt och fungerar närmast på samma sätt som en kryss, det vill säga bidevindseglare seglar snett mot vinden.

## Utbredning
Bidevindseglare förekommer i varmare hav världen över. Under sommaren kan den även återfinnas i mer tempererade hav, så långt norrut som till Nordsjön. Det förekommer ibland att bidevindseglare av vinden drivs in mot kuster i större antal och ibland kan de hittas uppspolade på stränder, till exempel efter en storm. 